# Teatre Nacional de l'Opéra-Comique

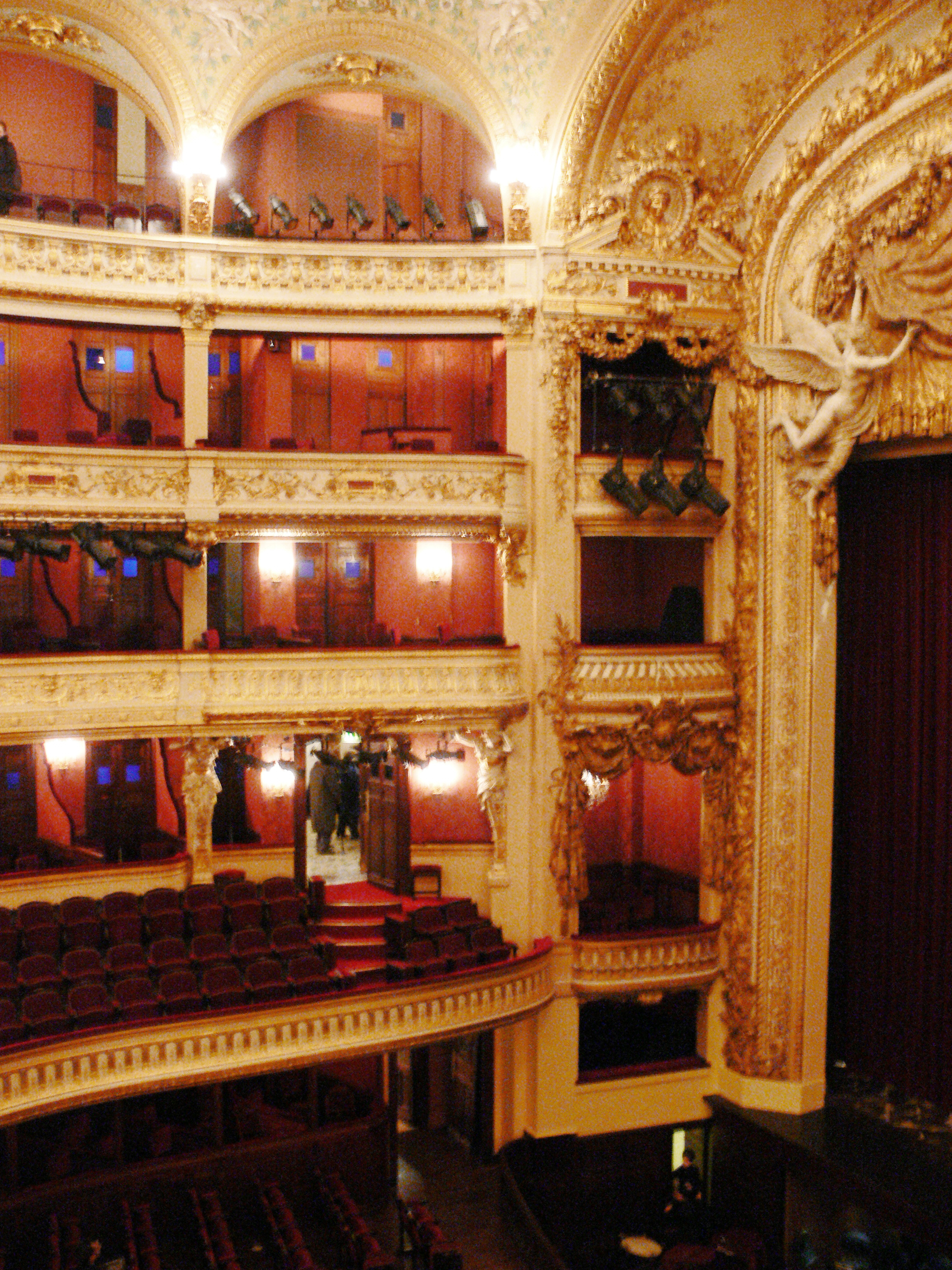
La tercera Sala Favart l'any 2008

El Teatre Nacional de l'Opéra-Comique, anomenat també Sala Favart, és un teatre d'òpera situat a la place Boieldieu, al 2n arrondissement de París.

## Història

### Origen
L'Opéra-Comique va ser fundada el 26 de desembre de 1714 per Catherine Baron i Gautier de Saint-Edme a partir de companyies qualificades de « forasteres » que actuaven als espectacles oferts amb ocasió de les fires anuals de París. Una de les companyies de la fira de Saint-Germain va prendre llavors el nom d'Opéra-Comique.
El seu repertori estava constituït fonamentalment per pantomimes i paròdies d'òperes amb l'objectiu d'evitar les prohibicions que els havien estat imposades arran d'uns processos interposats per la Comédie-Française, inquieta per la gran quantitat d'espectacles que li suposaven una creixent competència.
L'any 1714 un decret va autoritzar la companyia a tenir el seu propi teatre, amb una restricció: intercalar els diàlegs parlats amb les parts cantades. Aquesta és la definició actual de l'opéra-comique.
Els inicis de l'Opéra-Comique van ser difícils i van conèixer diversos episodis d'inactivitat: de 1719 a 1720 i novament de 1722 a 1723. L'any 1743, Jean Monnet va fer-se'n càrrec de la direcció i hi va invitar l'autor Charles-Simon Favart. L'èxit va ser absolut, però va fer ombra als altres teatres parisencs. Per remeiar la situació, les autoritats van provocar un nou tancament entre 1745 i 1751. Aquest any, l'Ajuntament de París va permetre'n la reobertura, de nou sota la direcció de Jean Monnet.
El gener de 1762, l'Opéra-Comique de la fira es va fusionar amb la Comédie-Italienne. Llavors, el 3 de febrer de 1762 es va traslladar a l'hôtel de Bourgogne.
L'any 1779, la « Comédie-Italienne » va esdevenir « Théâtre-Italien », tot i que la companyia no comptava amb cap italià.
Finalment, l'any 1780, la companyia va reprendre oficialment el nom d'Opéra-Comique.

### L'Opéra Comique al seu emplaçament actual

#### La primera sala Favart (1783-1838)
La « sala Favart », obra de l'arquitecte Jean-François Heurtier, va ser inaugurada el 28 d'abril de 1783 amb la presència de la reina Maria Antonieta. Va ser construïda sobre uns terrenys que pertanyien al duc de Choiseul al lloc on hi ha encara avui el Teatre Nacional de l'Opéra-Comique, a la place Boieldieu al 2n arrondissement de París i amb 1933 places per a espectadors.
Durant la Revolució Francesa, l'Opéra-Comique va continuar la seua activitat però va patir la forta competència del Teatre Feydeau. L'any 1801, les dues companyies es van fusionar per a formar, el 16 de setembre, el Teatre Nacional de l'Opéra-Comique. Durant uns anys, el funcionament de la institució va oscil·lar entre un model de societat de comediants i un altre més jeràrquic, amb un director.
El 15 de gener de 1838 un incendi va destruir la sala després d'una representació de Don Giovanni. L'origen d'aquest incendi va ser degut al sistema de calefacció, més concretament a un tub de la calefacció situat al camerino dels músics de l'orquestra que, escalfat al roig, va calar foc al magatzem dels decorats. Llavors, Hector Berlioz va proposar al ministeri un projecte d'explotació de la sala assumint ell les despeses, però la sol·licitud va ser rebutjada per la Cambra dels diputats.

#### La segona sala Favart (1840-87)
L'any 1840 la sala es va reconstruir. El segle xix va ser una època de grans èxits per a l'Opéra-Comique, gràcies principalment a compositors com ara Adolphe Adam, Daniel-François Esprit Auber, Georges Bizet, Félicien David, Jules Massenet i àdhuc Nicolas Bochsa, el cèlebre arpista excèntric que va compondre set obres per al teatre.
El 17 de novembre de 1866, l'Opéra-Comique, dirigida per Adolphe de Leuven, va presentar per primera vegada una obra d'Ambroise Thomas que esdevindria un gran èxit: Mignon, amb llibret de Michel Carré i Jules Barbier inspirat en Els anys d'aprenentatge de Wilhelm Meister de Goethe.
L'any 1880, el nou director Léon Carvalho (1825-1897) va tornar a programar Mignon amb una nova cantant nord-americana, Marie van Zandt, anomenada miss Fauvette o miss Caprice. Després d'alguns èxits amb Le Pardon de Ploërmel i Les noces de Fígaro, Carvalho va fer-la cantar El barber de Sevilla de Rossini, però el seu accent nord-americà va causar escàndol, i no va tenir més remei que abandonar.
El 25 de maig de 1887, a les 21 hores, un segon incendi va destruir el teatre durant la representació del primer acte de Mignon, d'Ambroise Thomas. Aquest incendi, provocat per una avaria de la il·luminació a gas de la grada situada damunt de l'escenari, va costar la vida a vuitanta-quatre persones, entre les quals hi va haver quatre ballarins, dos membres del cor, quatre encarregades del vestuari i quatre aposentadores, i va enviar a l'atur tota la resta del personal. El govern va pagar una compensació a les víctimes i es va donar un concert a benefici dels empleats del teatre.
Emmanuel Chabrier, en ser anul·lades arran de l'incendi les representacions de la seua òpera Roi malgré lui sense cap indemnització, va escriure el Duo de l'ouvreuse de l'Opéra-Comique et de l'employé du Bon Marché (Duo de l'aposentadora de l'Opéra-Comique i de l'empleat del Bon Marché), peça d'humor més aviat negre. Léon Carvalho, llavors director, va ser-ne declarat responsable i va ser condemnat, tot i que després va ser-ne absolt després d'apel·lar. Arran d'aquest incendi es va decretar l'obligació d'instal·lar la il·luminació elèctrica a tots els teatres i els cafès-concerts.
La tercera sala Favart (de 1898 als nostres dies)
El 7 de desembre de 1898, després d'onze anys de treballs de reconstrucció, la sala va ser reinaugurada en presència del president de la República, Félix Faure. Era la tercera sala Favart, la que ha arribat fins als nostres dies. L'arquitecte en va ser Louis Bernier.
Les dificultats financeres del teatre durant els anys 1930 van forçar la intervenció de l'Estat, i l'any 1936 es va crear la institució Réunion des théâtres lyriques nationaux (RTLN), que agrupava l'Opéra-Comique i el Teatre Nacional de l'Òpera.
Després d'un primer tancament l'any 1971, l'Opéra-Comique va cessar la seua activitat el 30 de novembre de 1972. L'any 1974, la sala Favart va prendre el nom d'« Opéra-Studio » i va ser destinada a lloc de formació per als actors. L'any 1978, l'Opéra-Studio va ser tancada, i la sala va ser posada a disposició del Teatre Nacional de l'Òpera.
L'any 1990, l'Opéra-Comique va guanyar de nou la seua autonomia.

## El Teatre Nacional de l'Opéra-Comique avui
Des de l'1 de gener de 2005 el teatre està regulat pel decret núm. 2004-1232, que fixa l'estatut del Teatre Nacional de l'Opéra-Comique. L'article 2 del decret li confia una missió molt àmplia, perquè pot representar obres líriques però també obres de teatre no musical. El seu repertori s'estén des de la música barroca a la música contemporània.
Entre 2000 i 2007 va ser dirigit per Jérôme Savary. Jérôme Deschamps el va succeir el 27 de juny de 2007.

## Arquitectura i distribució
Hom considera sovint l'Opéra-Comique com l'equivalent de l'Opéra Garnier en una mida més reduïda, de dimensió humana, més propera al públic, principalment des del punt de vista dels artistes.
La sala actual, feta l'any 1898, va comptar amb les contribucions dels artistes de moda a l'època. Els principals artistes de Belle Époque van participar-hi:
- Albert Maignan: plafó i panells davant de les finestres del gran vestíbul
- Henri Gervex: gran vestíbul
- Joseph Blanc: avant-vestíbul
- Édouard Toudouze: plafó i panells (el joc de Robin i Marion) de la rotonda Favart
- Raphaël Collin: plafó i panells de la rotonda Marivaux
- Luc-Olivier Merson: plafó de l'escala d'honor
- François Flameng: fresc La tragèdia grega i la dansa que adorna el mur de l'escala lateral que condueix al gran vestíbul.
- Benjamin Constant: pintura del plafó de la sala

## Estrenes absolutes a l'Opéra-Comique (llista incompleta)
En negreta, els títols més importants.
- 1784 Richard Coeur-de-Lion de Grétry
- 1800 Le calife de Bagdad de François Adrien Boieldieu
- 1807 Joseph d'Étienne Nicolas Méhul
- 1825 La Dame blanche de François Adrien Boieldieu
- 1830 Fra Diavolo de Daniel-François Esprit Auber
- 1831 Le philtre de Daniel-François Esprit Auber; Zampa, ou, La fiancée de marbre de Ferdinand Hérold
- 1835 L'éclair de Fromental Halévy
- 1836 Le Postillon de Lonjumeau d'Adolphe Adam
- 1837 Le Domino noir de François Adrien Boieldieu
- 1840 La Fille du régiment de Gaetano Donizetti
- 1841 Les Diamants de la couronne de Daniel-François Esprit Auber
- 1846 La Damnation de Faust d'Hector Berlioz
- 1854 L'étoile du Nord de Giacomo Meyerbeer
- 1856 Manon Lescaut de Daniel-François Esprit Auber
- 1866 Mignon d'Ambroise Thomas
- 1872 Djamileh de Georges Bizet
- 1875 Carmen de Georges Bizet
- 1881 Les Contes d'Hoffmann de Jacques Offenbach
- 1883 Lakmé de Léo Delibes
- 1884 Manon de Jules Massenet
- 1887 Le Roi malgré lui d'Emmanuel Chabrier
- 1888 Le Roi d'Ys d'Édouard Lalo
- 1889 Esclarmonde de Jules Massenet
- 1898 Thais de Jules Massenet
- 1899 Cendrillon de Jules Massenet
- 1900 Louise de Gustave Charpentier
- 1902 Pelléas et Mélisande de Claude Debussy
- 1907 Ariane et Barbe-bleu de Paul Dukas
- 1910 Macbeth d'Ernest Bloch
- 1911 L'Heure espagnole de Maurice Ravel
- 1913 Julien de Gustave Charpentier
- 1926 L'Enfant et les Sortilèges de Maurice Ravel
- 1927 Le pauvre matelot de Darius Milhaud
- 1947 Les mamelles de Tiresias de Darius Milhaud
- 1959 La Voix humaine de Francis Poulenc